# Грамикеле
Грамикѐле (на италиански: Grammichele, на сицилиански Grammicheli, Грамикели) е град и община в Южна Италия, провинция Катания, автономен регион и остров Сицилия. Разположен е на 520 m надморска височина. Населението на общината е 13 404 души (към 2010 г.).